# W (маршрут метро, Нью-Йорк)
W — один из маршрутов Нью-Йоркского метрополитена, входящий в состав так называемого «дивизиона В» (все буквенные маршруты подземки). Маршрут проходит по линиям Астория, Би-эм-ти, Бродвея, Би-эм-ти, Четвёртой авеню, Би-эм-ти, и Си-Бич, Би-эм-ти. На картах, станциях, вагонах и т. д. он обозначается жёлтым цветом, поскольку проходит по линии Бродвея.
Маршрут W работает только в будние дни, кроме ночи, от станции Астория — Дитмарс-бульвар в Куинсе до станции Уайтхолл-стрит — Саут-Ферри в Манхэттене. Кроме того, в часы пик в пиковом направлении для некоторых поездов маршрут продлевается на юг до 86-й улицы в Бруклине. Маршрут является локальным на всём пути следования.
Маршрут впервые введён в регулярную эксплуатацию 22 июля 2001 года, но, вследствие финансового кризиса, эксплуатирующая компания МТА была вынуждена его закрыть 25 июня 2010 года, перенаправив до Астории другие маршруты. Маршрут восстановлен 7 ноября 2016 года по действовавшей с 2004 года трассе под аналогичным жёлтым логотипом, из-за открытия первого участка линии Второй авеню и перенаправления туда обслуживавшего Асторию маршрута Q.

## История

### Предпосылки
Маршрут W был изначально задуман как локальный маршрут линии Бродвея и линия Астория. Маршрут планировалось представить как самостоятельный аналог ветви экспресс-маршрута N, который в 1970-х — 1980-х годах соединял Куинс и Бруклин, а в дополнение, некоторые рейсы по маршруту N осуществлялись из Куинса до Уайтхолл-стрит. Рейсы до Уайтхолл-стрит и хотели выделить в отдельный маршрут в целях оптимизации маршрутного обозначения.
Поскольку вилочное движение на маршруте N было отменено в связи с реконструкцией Манхэттенского моста в период с 1986 по 2001 годы и все поезда следовали в объезд моста через Уайтхолл-стрит, введение нового маршрута W в эти годы было нецелесообразным, поскольку его трасса целиком покрывалась N. Несмотря на это, жёлтый логотип W уже применялся на некоторых поездах, которые в том числе могли следовать изменённым маршрутом, и имел тот же вид, что и в настоящее время.

### 2001—2004 годы работы маршрута
Впервые маршрут W был введен в регулярную эксплуатацию 22 июля 2001 года, когда было вновь возобновлено движение по южной части Манхэттенского моста, а его северная часть (включающая пути, ведущие на линию Шестой авеню) была закрыта на реконструкцию. При этом изначально маршрут отличался от сегодняшнего.
В период с 1986 по 1988 годы северные пути моста также были закрыты. В частности, тогда маршрут B разбивался на B-оранжевый (работавший не всегда, от 34-й улицы — Геральд-сквер на север по линии Шестой авеню) и на круглосуточный B-жёлтый, следовавший от Кони-Айленда локальным по линии Уэст-Энд, экспрессом по линии Четвёртой авеню, через южные пути моста экспрессом по линии Бродвея (с остановкой на локальной 49-й улице) на линию Астория.

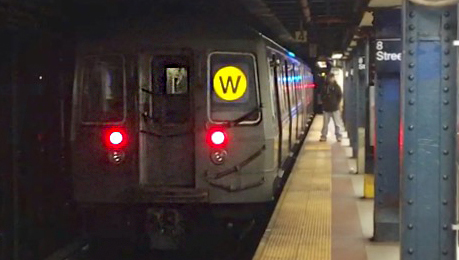
Поезд на маршруте из вагонов типа R68s.

Вот этот самый B-жёлтый и послужил самым первым аналогом W при очередном закрытии северных путей в 2001 году. Маршрут соединял Кони-Айленд в Бруклине и Асторию в Куинсе, и не следовал через Уайтхолл-стрит (где остался N, так и не перенаправленный на мост), как изначально предполагалось, миновав её по Манхэттенскому мосту. Примечательно, что маршрут также не был локальным, более того, в часы пик в пиковом направлении даже следовал экспрессом по линии Астория (по которой сейчас экспресс-сообщение не осуществляется). В ночное время маршрут имел конечную на 36-й улице в Бруклине, по выходным — на Атлантик-авеню — Пасифик-стрит (второе название станции — «Пасифик-стрит» — позже убрано), после 21:30 в будни — на 57-й улице в Среднем Манхэттене.
После террористических актов 11 сентября 2001 года, в течение полутора месяцев, до 28 октября, из-за повреждения южной части линии Бродвея, маршрут N был приостановлен, вследствие чего W работал до Астории круглосуточно. При этом южная половина маршрута N покрывалась работавшем тогда в Бруклине и продленном до Кони-Айленда маршрутом M.
Экспресс-сообщение по линии Астория, будучи маловостребованным среди пассажиров, было прекращено менее чем через год регулярной эксплуатации — 15 января 2002 года. Примерно в то же время вечерние будничные рейсы были продлены до Астории.
Начиная с 8 сентября 2002 года, когда началась реконструкция терминала Кони-Айленд — Стилуэлл-авеню, W стал работать по полному маршруту круглосуточно. Маршрут был перенаправлен через тоннель Монтегью-стрит и Нижний Манхэттен (вместо моста) со всеми остановками по маршруту по ночам и в выходные дни, продолжая экспресс-сообщение через мост по будням. За всё время этой реконструкции W был единственным маршрутом, поезда которого оборачивались на этой станции, в то время как в разные промежутки времени все остальные маршруты Кони-Айленда укорачивались до близлежащих соседних станций.

### 2004—2010 годы
С момента открытия для движения всех путей Манхэттенского моста 22 февраля 2004 года маршрут W был изменён и принял облик сегодняшнего маршрута: он стал работать только в будние дни с 7:00 до 21:30 между Асторией и Уайтхолл-стрит локальным по всему пути следования. Линии Четвёртой авеню и Уэст-Энд стал обслуживать перенаправленный туда D, который был продлен от Гранд-стрит в Бруклин через северные пути моста.
Вместо возвращения к движению по схеме 1986 года, до её изменения вследствие закрытия Манхэттенского моста, маршрут W продолжал работать ввиду значительного увеличения пассажиропотока по линии Астория. Поскольку оборотных тупиков на нижнем уровне станции Сити-Холл для ночного отстоя необходимого выпуска поездов W на линию не хватало, первые три рейса утром совершались из депо «Coney Island Yard»со станции 86-я улица по маршруту N, а последние три — до Кингс-Хайвея той же линии Си-Бич также по маршруту N.
С 27 июля 2008 года время работы маршрута по будням было продлено на полтора часа — с 21:30 до 23:00 — по причине увеличения потока пассажиров в вечернее время.
24 марта 2010 года эксплуатирующая компания МТА объявила о прекращении работы маршрута W ввиду финансовых проблем. В качестве компенсационных маршрутов пассажирам предлагали воспользоваться маршрутами N и Q, последний из которых был специально продлён до Астории в будние дни с режимом работы, аналогичным W. Закрытие маршрута состоялось в пятницу, 25 июня 2010 года.

### Возобновление маршрута с 2016 года
В июле 2015 года компания МТА объявила, что она рассматривает вопрос о возможном восстановлении маршрута W по схеме работы 2004—2010 годов по мере открытия первого участка линия Второй авеню. В связи с этим, на новую линию необходимо было продлить маршрут Q, что автоматически повлекло бы за собой резкое ухудшение обслуживания линии Астория в будние дни. Однако, даже с вводом W, компания не могла покрыть всех рейсов до Астории посредством W, которые выполнялись Q: прогнозировалось снижение интенсивности движения на 20 пар поездов в сутки.
По мере приближения к открытию движения по линии Второй авеню, МТА готовилось и к вводу маршрута W. 23 мая 2016 года было официально объявлено, что маршрут будет восстановлен в скором времени, что и случилось 7 ноября 2016 года, ещё до запланированного открытия участка линии Второй авеню до 96-й улицы. С того же дня маршрут Q был сокращен до станции 57-я улица — Седьмая авеню в Среднем Манхэттене, чтобы перенаправление на новый участок осуществлялось более плавно; а маршрут N снова стал экспрессом в Манхэттене в будние дни.
Поскольку обслуживающим депо маршрута W, так же как и N, является метродепо «Coney Island Yard» на Кони-Айленде в Бруклине, первые утренних три поезда маршрута в направлении Астории отправляются с 86-й улицы. Ещё два поезда в районе 10 утра и один поезд вечером — следуют далее Уайтхолл-стрит — Саут-Ферри в депо по линиям Четвёртой авеню и Си-Бич со всеми остановками так же, как это было с дополнительными рейсами периода 2004—2010 годов.

## Подробное описание маршрута следования
Используемые пути в зависимости от дня недели и времени суток
| От станции включительно     | До станции включительно     | Часы пик                                                    | День (кроме часов пик) + вечер | Выходные + ночь |
| --------------------------- | --------------------------- | ----------------------------------------------------------- | ------------------------------ | --------------- |
| Астория — Дитмарс-бульвар   | Ректор-стрит                | локальные пути                                              | локальные пути (до 23:00)      | —               |
| Уайтхолл-стрит — Саут-Ферри | Уайтхолл-стрит — Саут-Ферри | оборотный путь                                              | оборотный путь (до 23:00)      | —               |
| Корт-стрит                  | 86-я улица                  | локальные пути; только в пиковом направлении (часть рейсов) | —                              | —               |

Схема маршрута
| Условные обозначения |
| для дней и часов работы маршрутов (более точно указано во всплывающих подсказках при этих обозначениях): |
| --- |
| круглосуточно круглосуточно, кроме ночи круглосуточно, кроме будней днём (либо часов пик) в пиковом направлении в будни днём (и, возможно, вечером) в будни круглосуточно в часы пик в будни днём (либо в часы пик) в пиковом направлении в будни днём (либо в часы пик) в направлении, обратном пиковому в выходные ночью ночью и в выходные (и, возможно, вечером) нет движения поездов |

|  |

| N — в будни днём и вечером до 23:00 · N — в будни днём и вечером до 23:00 |

|  |

| N — в будни днём и вечером до 23:00 · N — в будни днём и вечером до 23:00 |

|  |

| N — в будни днём и вечером до 23:00 · N — в будни днём и вечером до 23:00 |

|  |

| N — в будни днём и вечером до 23:00 · N — в будни днём и вечером до 23:00 |

|  |

| N — в будни днём и вечером до 23:00 · N — в будни днём и вечером до 23:00 |

|  |

| N — в будни днём и вечером до 23:00 · N — в будни днём и вечером до 23:00 |

|  |

| 7 — в будни днём и вечером до 23:00 · 7 — в будни днём и вечером до 23:00 · <7> — в часы пик в пиковом направлении · <7> — в часы пик в пиковом направлении · N — в будни днём и вечером до 23:00 · N — в будни днём и вечером до 23:00 |

|  |
|  |
|  |
|  |
|  |

| N — в будни днём и вечером до 23:00 · N — в будни днём и вечером до 23:00 · R — в будни днём и вечером до 23:00 · R — в будни днём и вечером до 23:00 | на той же станции             |
| 4 — в будни днём и вечером до 23:00 · 4 — в будни днём и вечером до 23:00 · 5 — в будни днём и вечером до 23:00 · 5 — в будни днём и вечером до 23:00 · 6 — в будни днём и вечером до 23:00 · 6 — в будни днём и вечером до 23:00 · <6> — в будни днём в пиковом направлении · <6> — в будни днём в пиковом направлении                         | 59-я улица                    |
| F — в будни днём и вечером до 23:00 · F — в будни днём и вечером до 23:00 · <F> — в часы пик в пиковом направлении · <F> — в часы пик в пиковом направлении · N — часть рейсов в часы пик в пиковом направлении · N — часть рейсов в часы пик в пиковом направлении · Q — в будни днём и вечером до 23:00 · Q — в будни днём и вечером до 23:00 | Лексингтон-авеню — 63-я улица |
| Канатная дорога острова Рузвельт |                               |

|  |

| N — в будни днём и вечером до 23:00 · N — в будни днём и вечером до 23:00 · R — в будни днём и вечером до 23:00 · R — в будни днём и вечером до 23:00 |

|  |

| N — в будни днём и вечером до 23:00 · N — в будни днём и вечером до 23:00 · Q — в будни днём и вечером до 23:00 · Q — в будни днём и вечером до 23:00 · R — в будни днём и вечером до 23:00 · R — в будни днём и вечером до 23:00 |

|  |

| N — в будни днём и вечером до 23:00 · N — в будни днём и вечером до 23:00 · R — в будни днём и вечером до 23:00 · R — в будни днём и вечером до 23:00 |

|  |
|  |
|  |
|  |
|  |
|  |
|  |
|  |
|  |

| N — в будни днём и вечером до 23:00 · N — в будни днём и вечером до 23:00 · Q — в будни днём и вечером до 23:00 · Q — в будни днём и вечером до 23:00 · R — в будни днём и вечером до 23:00 · R — в будни днём и вечером до 23:00 | на той же станции                            |
| 1 — в будни днём и вечером до 23:00 · 1 — в будни днём и вечером до 23:00 · 2 — в будни днём и вечером до 23:00 · 2 — в будни днём и вечером до 23:00 · 3 — в будни днём и вечером до 23:00 · 3 — в будни днём и вечером до 23:00 | Таймс-сквер — 42-я улица                     |
| 7 — в будни днём и вечером до 23:00 · 7 — в будни днём и вечером до 23:00 · <7> — в часы пик в пиковом направлении · <7> — в часы пик в пиковом направлении | Таймс-сквер                                  |
| A — в будни днём и вечером до 23:00 · A — в будни днём и вечером до 23:00 · C — в будни днём и вечером до 23:00 · C — в будни днём и вечером до 23:00 · E — в будни днём и вечером до 23:00 · E — в будни днём и вечером до 23:00 | 42-я улица — Автовокзал Портового управления |
| S (челнок 42-й улицы) — в будни днём и вечером до 23:00 · S (челнок 42-й улицы) — в будни днём и вечером до 23:00 | Таймс-сквер                                  |
| 7 — в будни днём и вечером до 23:00 · 7 — в будни днём и вечером до 23:00 · <7> — в часы пик в пиковом направлении · <7> — в часы пик в пиковом направлении | Пятая авеню                                  |
| B — в будни днём и вечером до 23:00 · B — в будни днём и вечером до 23:00 · D — в будни днём и вечером до 23:00 · D — в будни днём и вечером до 23:00 · F — в будни днём и вечером до 23:00 · F — в будни днём и вечером до 23:00 · <F> — в часы пик в пиковом направлении · <F> — в часы пик в пиковом направлении · M — в будни днём и вечером до 23:00 · M — в будни днём и вечером до 23:00 | 42-я улица — Брайант-парк                    |
| автовокзал Портового управления[англ.] |                                              |

|  |
|  |
|  |

| N — в будни днём и вечером до 23:00 · N — в будни днём и вечером до 23:00 · Q — в будни днём и вечером до 23:00 · Q — в будни днём и вечером до 23:00 · R — в будни днём и вечером до 23:00 · R — в будни днём и вечером до 23:00 | на той же станции          |
| B — в будни днём и вечером до 23:00 · B — в будни днём и вечером до 23:00 · D — в будни днём и вечером до 23:00 · D — в будни днём и вечером до 23:00 · F — в будни днём и вечером до 23:00 · F — в будни днём и вечером до 23:00 · <F> — в часы пик в пиковом направлении · <F> — в часы пик в пиковом направлении · M — в будни днём и вечером до 23:00 · M — в будни днём и вечером до 23:00 | 34-я улица — Геральд-сквер |
| 33-я улица (PATH)[англ.] |                            |

|  |

| R — в будни днём и вечером до 23:00 · R — в будни днём и вечером до 23:00 |

|  |

| R — в будни днём и вечером до 23:00 · R — в будни днём и вечером до 23:00 |

|  |
|  |
|  |

| N — в будни днём и вечером до 23:00 · N — в будни днём и вечером до 23:00 · Q — в будни днём и вечером до 23:00 · Q — в будни днём и вечером до 23:00 · R — в будни днём и вечером до 23:00 · R — в будни днём и вечером до 23:00                                                                                       | на той же станции        |
| 4 — в будни днём и вечером до 23:00 · 4 — в будни днём и вечером до 23:00 · 5 — в будни днём и вечером до 23:00 · 5 — в будни днём и вечером до 23:00 · 6 — в будни днём и вечером до 23:00 · 6 — в будни днём и вечером до 23:00 · <6> — в будни днём в пиковом направлении · <6> — в будни днём в пиковом направлении | 14-я улица — Юнион-сквер |
| L — в будни днём и вечером до 23:00 · L — в будни днём и вечером до 23:00 | Юнион-сквер              |

|  |

| R — в будни днём и вечером до 23:00 · R — в будни днём и вечером до 23:00 |

|  |

| R — в будни днём и вечером до 23:00 · R — в будни днём и вечером до 23:00 |

|  |
|  |
|  |
|  |
|  |

| R — в будни днём и вечером до 23:00 · R — в будни днём и вечером до 23:00                                                                                       | на той же станции |
| 6 — в будни днём и вечером до 23:00 · 6 — в будни днём и вечером до 23:00 · <6> — в будни днём в пиковом направлении · <6> — в будни днём в пиковом направлении | Канал-стрит       |
| J — в будни днём и вечером до 23:00 · J — в будни днём и вечером до 23:00 · Z — в часы пик в пиковом направлении · Z — в часы пик в пиковом направлении         | Канал-стрит       |
| N — в будни днём и вечером до 23:00 · N — в будни днём и вечером до 23:00 · Q — в будни днём и вечером до 23:00 · Q — в будни днём и вечером до 23:00           | Канал-стрит       |

|  |

| R — в будни днём и вечером до 23:00 · R — в будни днём и вечером до 23:00 |

|  |
|  |
|  |
|  |
|  |

| R — в будни днём и вечером до 23:00 · R — в будни днём и вечером до 23:00                                                                             | на той же станции        |
| 2 — в будни днём и вечером до 23:00 · 2 — в будни днём и вечером до 23:00 · 3 — в будни днём и вечером до 23:00 · 3 — в будни днём и вечером до 23:00 | Парк-Плейс               |
| A — в будни днём и вечером до 23:00 · A — в будни днём и вечером до 23:00 · C — в будни днём и вечером до 23:00 · C — в будни днём и вечером до 23:00 | Чеймберс-стрит           |
| E — в будни днём и вечером до 23:00 · E — в будни днём и вечером до 23:00                                                                             | Всемирный торговый центр |
| Всемирный торговый центр (PATH)[англ.] |                          |

|  |

| R — в будни днём и вечером до 23:00 · R — в будни днём и вечером до 23:00 |

|  |
|  |
|  |

| R — в будни днём и вечером до 23:00 · R — в будни днём и вечером до 23:00 | на той же станции |
| 1 — в будни днём и вечером до 23:00 · 1 — в будни днём и вечером до 23:00 | Саут-Ферри        |
| терминал Уайтхолл[англ.] (Статен-Айленд Ферри)                            |                   |

|  |
|  |
|  |

| R — в часы пик · R — в часы пик                                   | на той же станции |
| 2 — в часы пик · 2 — в часы пик · 3 — в часы пик · 3 — в часы пик | Боро-холл         |
| 4 — в часы пик · 4 — в часы пик · 5 — в часы пик · 5 — в часы пик | Боро-холл         |

|  |
|  |
|  |

| R — в часы пик · R — в часы пик | на той же станции     |
| A — в часы пик · A — в часы пик · C — в часы пик · C — в часы пик · F — в часы пик · F — в часы пик · <F> — в часы пик в пиковом направлении · <F> — в часы пик в пиковом направлении | Джей-стрит — Метротек |

|  |

| B — в часы пик · B — в часы пик · Q — в часы пик · Q — в часы пик · R — в часы пик · R — в часы пик |

|  |
|  |
|  |
|  |
|  |

| D — в часы пик · D — в часы пик · N — в часы пик · N — в часы пик · R — в часы пик · R — в часы пик                                   | на той же станции               |
| 2 — в часы пик · 2 — в часы пик · 3 — в часы пик · 3 — в часы пик · 4 — в часы пик · 4 — в часы пик · 5 — в часы пик · 5 — в часы пик | Атлантик-авеню — Барклайс-центр |
| B — в часы пик · B — в часы пик · Q — в часы пик · Q — в часы пик                                                                     | Атлантик-авеню — Барклайс-центр |
| вокзал Атлантик[англ.] |                                 |

|  |

| R — в часы пик · R — в часы пик |

|  |
|  |
|  |

| R — в часы пик · R — в часы пик                                   | на той же станции |
| F — в часы пик · F — в часы пик · G — в часы пик · G — в часы пик | Четвёртая авеню   |

|  |

| R — в часы пик · R — в часы пик |

|  |

| R — в часы пик · R — в часы пик |

|  |

| D — в часы пик · D — в часы пик · N — в часы пик · N — в часы пик · R — в часы пик · R — в часы пик |

|  |

| R — в часы пик · R — в часы пик |

|  |

| R — в часы пик · R — в часы пик |

|  |

| N — в часы пик · N — в часы пик · R — в часы пик · R — в часы пик |

|  |

| N — в часы пик · N — в часы пик |

|  |

| N — в часы пик · N — в часы пик |

|  |
|  |
|  |

| N — в часы пик · N — в часы пик | на той же станции |
| D — в часы пик · D — в часы пик | 62-я улица        |

|  |

| N — в часы пик · N — в часы пик |

|  |

| N — в часы пик · N — в часы пик |

|  |

| N — в часы пик · N — в часы пик |

|  |

| N — в часы пик · N — в часы пик |

|  |

| N — в часы пик · N — в часы пик |

|  |

| N — в часы пик · N — в часы пик |